# Almir Chediak
Almir Santana Chediak (Rio de Janeiro, 21 de junho de 1950 - Petrópolis, 25 de maio de 2003), mais conhecido como Almir Chediak foi um produtor musical, empresário, violonista, compositor, editor, professor, escritor e pesquisador brasileiro.

## Biografia
Descendente patrilinear de libaneses, foi criado em Minas Gerais, na cidade de Carmo da Cachoeira, aos 13 anos Almir passou a morar no Rio de Janeiro onde começou a estudar violão com um dos maiores instrumentistas brasileiros de todos os tempos, Horondino Silva, mais conhecido como Dino 7 Cordas e harmonia, arranjo e solfejo com o professor Ian Guest. Com apenas 17 anos, Almir começou a lecionar e compor dando aulas de violão particulares e assinou a trilha sonora do filme O Vale do Canaã, dirigido por Jece Valadão. Ainda jovem, gravou um compacto com a atriz e modelo belga radicada no Brasil Annik Malvil, a lançadora da moda do vestido tubinho nos anos 1960.
Em 1984, Almir lançou seu primeiro livro, o Dicionário de Acordes Cifrados publicado pela editora Irmãos Vitale. O livro busca racionalizar, uniformizar e padronizar o sistema de cifragem brasileiro para violão e guitarra.
Em 1986, fundou a Lumiar Editora, com o objetivo de editar suas obras e de outros autores na área da música popular. No mesmo ano, Almir lançou seu segundo livro Harmonia e Improvisação, em dois volumes, considerado por professores e arranjadores como fundamental no aprendizado da música, publicado pela sua própria editora.
Foi em 1988 que Almir Chediak criou a série Songbook da MPB, trabalho que reproduz minuciosa e fielmente música e letra com as cifras e acordes revisados pelos próprios compositores, criando algo inovador que eternizou as obras de grandes nomes da MPB. A publicação foi inaugurada por Caetano Veloso. Foram 135 partituras e letras das músicas distribuídas em dois volumes, contendo ainda, fotos, textos biográficos, entrevistas com artistas e discografia.
Em 1989, foi publicado o Songbook da Bossa Nova, com 312 canções distribuídas em cinco volumes. Em 1990 vieram os de Tom Jobim em três volumes e os de Cazuza e Rita Lee, ambos com dois volumes cada. Em 1991, foi a vez do Songbook de Noel Rosa, em três volumes. Durante a feitura deste, Almir teve a ideia de resgatar a obra de Noel também em disco, surgindo assim a Lumiar Discos, criada especialmente para este tipo de projeto. Tal empreendimento teve a participação de 25 artistas e resultou em 22 faixas formadas nos formatos CD simples, LP e cassete duplo. Em reconhecimento por este trabalho, Almir recebeu dois importantes prêmios: APCA - Grande Prêmio da Crítica e o Prêmio Sharp de Música pelo melhor disco de MPB de 1991.
Em 1992, foi publicado o Songbook de Gilberto Gil, com 130 canções em dois volumes, além de três CD's em que aproximadamente 50 artistas da MPB e do Rock brasileiro interpretam 38 faixas. Em reconhecimento a este trabalho, Almir recebeu o Prêmio Fama conferido pela Fundação Roquete Pinto como a personalidade musical do ano. Em 1993, a Lumiar lançou os Songbooks de Vinicius de Moraes e Dorival Caymmi. O de Vinicius contém 180 músicas distribuídas em três volumes e em três CD's reunindo 50 faixas, com a interpretação de mais de 70 artistas da MPB. O de Caymmi, oferece praticamente a sua obra inteira com a participação de mais de 80 artistas.
Em 1994, foi a vez de lançamentos dos Songbooks de Carlos Lyra e Edu Lobo. O livro de Carlos Lyra apresenta mais de 50 músicas em um único volume, além de um CD com 20 faixas interpretadas por mais de 30 artistas da MPB. O de Edu Lobo reúne 67 músicas em um volume, todas manuscritas pelo compositor, e um CD duplo reunindo 33 faixas na interpretação de 40 artistas da MPB.
Em 1995, foram lançados os Songbooks de Ary Barroso e o Antonio Carlos Jobim Instrumental que foi apresentado somente em um CD duplo que reúne 32 faixas (16 músicas em cada CD) com a participação de mais de 100 instrumentistas. Por este trabalho, o Songbook Instrumental de Antonio Carlos Jobim, Almir Chediak foi vencedor do Prêmio Sharp 1995 como o melhor disco instrumental.
Lançado em 1996, o Songbook Antonio Carlos Jobim Instrumental, vem complementar o trabalho feito anteriormente em livro e reúne 77 faixas em cinco CD's, interpretadas por mais de 80 artistas. Com este trabalho Almir foi vencedor do Prêmio Sharp de 1996 como o melhor disco de MPB. Em 1997, foi lançado o Songbook Djavan em dois volumes que reúnem 98 canções e três CDs com 47 faixas interpretadas por mais de 60 artistas.
Em 1998, foi lançado o Songbook Marcos Valle em um volume reunindo 50 canções e dois CDs com 26 faixas interpretadas por 28 artistas. O maior trabalho de Almir Chediak dedicado a um único compositor nasceu em 1999, quando a obra de Chico Buarque foi revista em quatro volumes, totalizando 222 músicas. Já nos discos, mais de cem artistas participaram do projeto, gravando 119 músicas, divididas em oito CD's. A pesquisa para os livros foi feita pelo pesquisador e músico José Miguel Wisnik, que interpreta o clássico “Construção” com o seu parceiro Luiz Tatit. Já Jards Macalé dá sua versão para “Acorda, Amor”, enquanto Johnny Alf interpreta “A Rosa” e Arnaldo Antunes psicodeliza “Cotidiano”. Ainda em 1999, mesmo depois de ter encabeçado um projeto tão audacioso quanto o dedicado a Chico Buarque, chegou a vez de o músico e amigo João Donato ganhar seu Songbook. No disco, diferentemente dos outros, o compositor participa das gravações como intérprete. É o caso de “Muito à Vontade”, em que Donato dividiu a interpretação com Ivan Lins. Já Chico Buarque interpretou “Brisa do Mar”, tema composto por João Donato e Abel Silva. No segundo volume, Elba Ramalho deu vida à canção “Terremoto”, autoria de João Donato e Paulo César Pinheiro.
Em 2002, lançou o Songbook de Braguinha, com dois livros contemplando 60 músicas de Braguinha e três discos com 43 canções. Enquanto Zé Renato e Yamandu Costa interpretaram “Mané Fogueteiro”, Nana Caymmi emprestou sua voz à canção “A Saudade Mata a Gente”. O último Songbook encabeçado por Chediak foi o de João Bosco, que foi distribuído em três livros com 131 músicas e também em três álbuns que trouxeram 46 músicas do cantor e violonista mineiro. Representaram o álbum as canções “Bala com Bala”, interpretada por Edu Lobo, e “De Frente pro Crime”, na voz de seu irmão Tunai e piano de Wagner Tiso. Seu último trabalho ficou inacabado e seria sobre a obra do cantor e compositor Tim Maia.
Chediak também foi professor, influenciando na carreira artística de Tim Maia, Gal Costa, Nara Leão, Carlos Lyra, Elba Ramalho, Marina, Cazuza, Ricardo Silveira, Toni Costa e Turíbio Santos.

## Assassinato
Em 2003, aos 52 anos de idade, Almir Chediak foi assassinado por dois assaltantes em seu sítio na localidade de Araras, Petrópolis, no Rio de Janeiro. O chefe da Polícia Civil na época, o delegado Álvaro Lins, afirmou à imprensa ser "evidente que Chediak foi morto por ter reconhecido os bandidos e que sua namorada foi poupada por não ser conhecida na área"; um dos criminosos era caseiro do sítio vizinho ao de Chediak e disse em breve entrevista a repórteres que não tinha intenção de matar o produtor "Eu fiz isso apenas porque temia ser reconhecido por ele. Não pretendíamos cometer o crime. Eu e Generino bebemos quando começamos a elaborar o que seria somente um assalto. Não pretendia matar ninguém."
De acordo com o delegado Cley Catão, da 106ª Delegacia de Polícia de Itaipava, os assaltantes conheciam os hábitos da vítima e foram surpreendidos quando viram que Chediak e sua namorada, a cantora Sanny Alves, filha do contrabaixista e compositor Luiz Alves, ao invés de deixarem o sítio na noite de domingo como de costume, decidiram ficar no local mais uma noite. Chediak foi sequestrado com a namorada por volta das 20h de domingo e levaram o casal no carro do próprio produtor. Na descida da serra de Petrópolis, Chediak foi obrigado a descer do carro e foi morto a tiros. Os bandidos seguiram com Sanny Alves, por mais 20 minutos e a libertaram no bairro do Belvedere.
O corpo de Chediak foi encontrado na Estrada do Rocio na manhã de segunda-feira, assim como seu veículo foi achado incendiado na região do bairro Alto da Independência. Segundo a polícia, os criminosos roubaram cartões de crédito, três telefones celulares, um aparelho de TV e outro de DVD.
Compareceram ao enterro vários dos artistas retratados nos Songbooks de Chediak, como o cantor e compositor João Bosco. Também estiveram presentes Lucinha Lins, Antonio Pitanga, Zeca Pagodinho, Wagner Tiso, o então vice-governador do Estado do Rio de Janeiro, Luiz Paulo Conde, o  jornalista Sérgio Cabral e Stella Caymmi, neta de Dorival Caymmi.
Após a sua morte, a sua ex-namorada, Catherine Henriques, brigou na justiça para que sejam reconhecido os seus dois filhos como fruto do relacionamento com Chediak. O primeiro teste de paternidade deu negativo para o filho mais velho e inconclusivo para a caçula.